# Adab (Sumer)
Pour les articles homonymes, voir Adab.
Adab est une ancienne ville de la Mésopotamie antique, située au nord du pays de Sumer (actuel Sud de l'Irak), entre Girsu et Nippur, dont les ruines se trouvent à l'emplacement du site archéologique de Bismaya, près de la ville de Diwaniya. Adab fut une des principales cités de Sumer au IIIe millénaire av. J.-C., mais son histoire et son aspect restent mal connus.

## Histoire

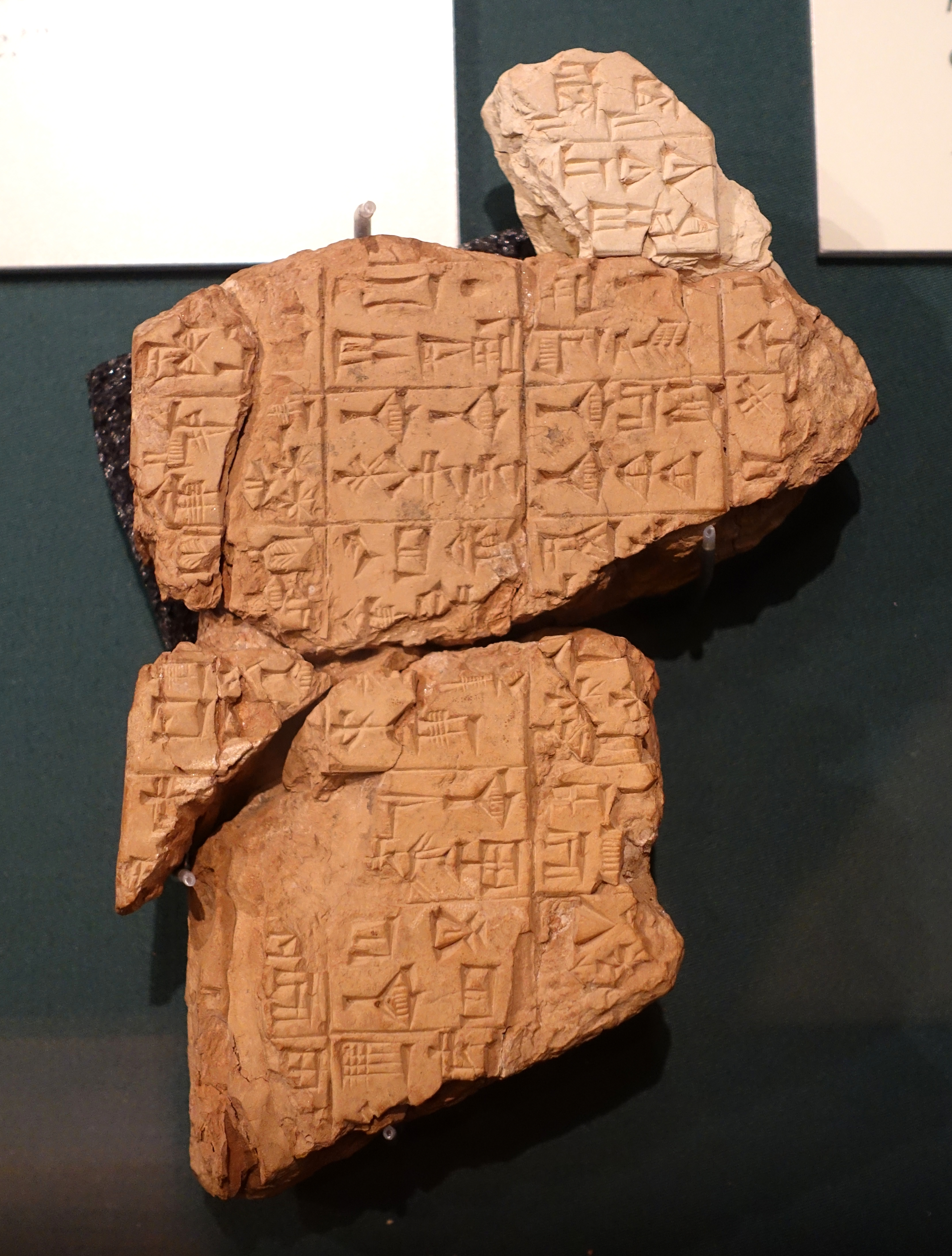
Fragment des Instructions de Shuruppak mis au jour à Bismaya. Daté du DA III A (v. 2600-2500 av. J.-C.). Musée de l'Oriental Institute de Chicago.

L'histoire d'Adab reste mal connue, mais quelques inscriptions royales retrouvées sur ce site ainsi que d'autres provenant de sites mésopotamiens viennent apporter un éclairage et indiquer l'importance de cette cité durant la période des dynasties archaïques (2900-2350 av. J.-C.). La Liste royale sumérienne prétend que cette cité a exercé l'hégémonie sur le pays de Sumer durant le règne d'un certain Lugal-Ane-mundu, qui aurait duré 99 ans, ce qui est manifestement fantaisiste ; une inscription se présentant comme une inscription de ce roi, mais manifestement apocryphe, relate une expédition qu'il a mené vers le pays de Marhashi (en Iran) et la reconstruction du temple de Ninmah entreprise par ce souverain, qui serait alors un des figures marquantes de cette cité. Mais aucune inscription assurément attribuable à son règne n'est connue. Huit autres souverains sont connus par des inscriptions retrouvées à Bismaya attestant des activités cultuelles : de brèves inscriptions dédicatoires sur des objets votifs (statues et vases en pierre) retrouvés dans des temples, ou des inscriptions commémorant la restauration de temples. Une trentaine de tablettes de nature diverse (administratives et économiques, juridiques, littéraires) est daté de cette période.
Sous le règne de Meski-gal, Adab est vaincue par le roi Lugal-zagesi d'Uruk (v. 2350 av. J.-C.), avant de passer sous la coupe de Sargon d'Akkad. Le fils de ce dernier, Rimush, proclame avoir vaincu cette cité après sa révolte aux côtés de Zabalam, et aurait déporté une partie de sa population et détruit ses murailles. Adab devient cependant un centre provincial important de l'empire d'Akkad comme l'attestent les tablettes de la période et des inscriptions mentionnant de l'activité des rois de cette période (dont Naram-Sîn). Elle conserve cette situation sous la domination de la troisième dynastie d'Ur au XXIe siècle av. J.-C., quand est sans doute érigée sa ziggurat (sous Shulgi ?). Durant le IIe millénaire av. J.-C., Adab est un centre religieux du royaume de Babylone : parmi les rois restaurant son temple majeur, on compte Hammurabi (1792-1750 av. J.-C.) et Kurigalzu Ier (début du XIVe siècle av. J.-C.). Après cela, il n'y a plus de mention de cette cité.

## Recherches archéologiques

### Premières explorations
Une première observation du site est réalisée le 28 janvier 1885 par William Hayes Ward. Il note la présence de briques et de poteries en grand nombre, mais ne trouve aucune inscription,. En 1890, John Punnett Peters, qui fouillait le site de Nippur en tant que directeur d'une mission d'exploration de l'université de Pennsylvanie, se rend à Bismaya le temps d'une matinée. Des fragments de tablettes, et une tablette entière, sont retrouvés dans un puits de drainage en argile,.  
Dans le cadre d'une étude des sites de la région, l'archéologue allemand Walter Andrae visite les ruines de Bismaya durant l'hiver 1902-1903. Il y découvre un fragment de tablette d'argile et dessine un croquis du site. 

### Fouilles archéologiques
Plus tard, en 1903 et 1904, Edgar James Banks (en) est envoyé par l'université de Chicago pour diriger les premières excavations. Le site s'étend sur un tell rectangulaire d'environ 1,6 kilomètre de long et 840 mètres de large, entouré par les ruines d'une muraille. Le 24 décembre 1903, les fouilles commencent avec l'aide de travailleurs locaux. Au cours des premières semaines, des tranchées sont creusées dans plusieurs des monticules de terre qui constituent le site. Un ancien temple est d'abord identifié, en lieu et place de la butte n°5, puis ce qui semble être un édifice palatial sous la butte n°1, ainsi qu'un cimetière et quelques résidences privées à d'autres endroits,.  

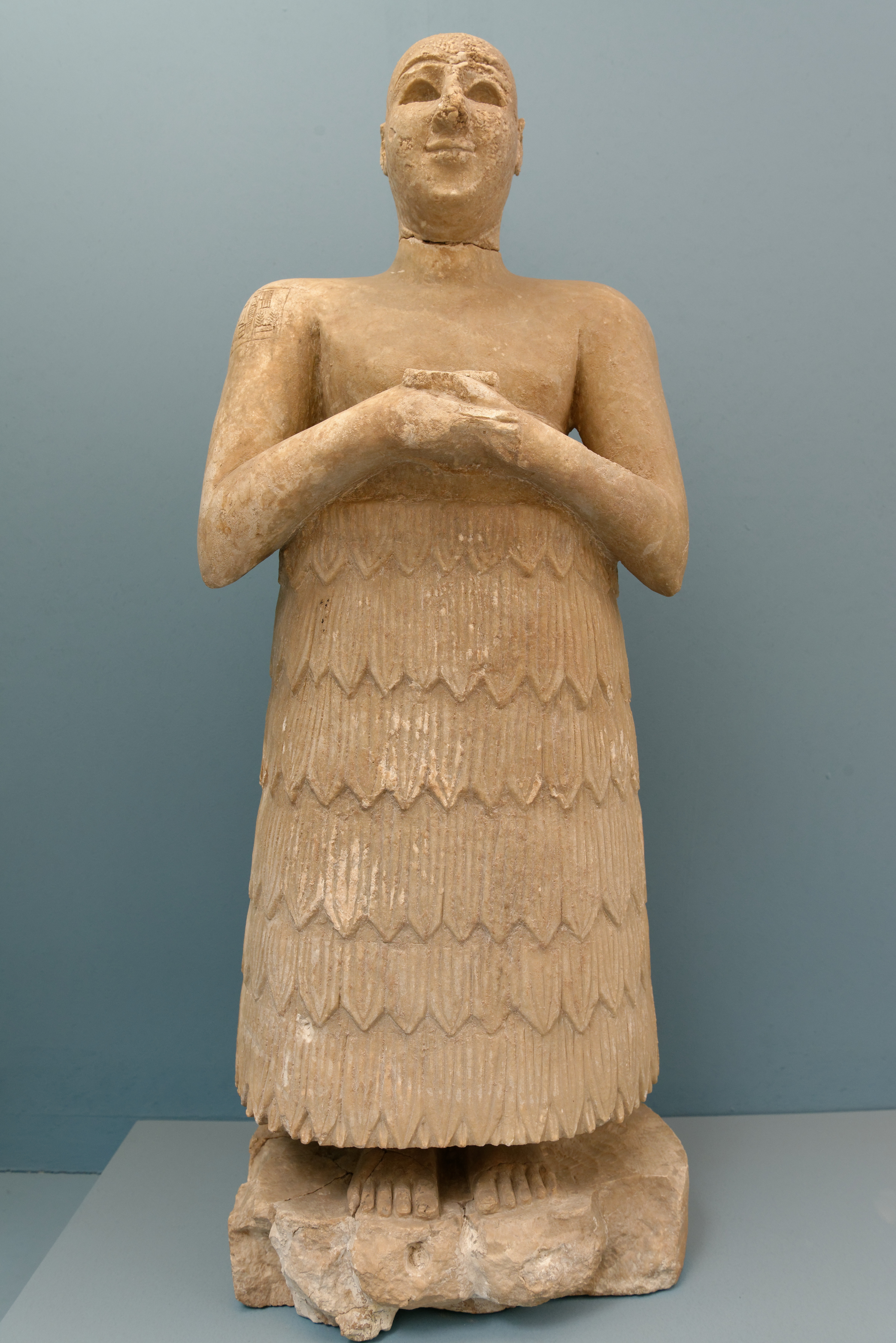
Statue en albâtre découverte dans l'ancien temple (butte n°5).

À ce stade, peu de choses sont connues de ces édifices. Quelques objets remarquables sont mis au jour, notamment dans le centre religieux, comme des vases en pierre et une statuette en albâtre d'un personnage masculin, découverte le 26 janvier 1904,. Dans un rapport daté du 1er avril 1904, Banks décrit comment les inscriptions sur les vases en pierre et la statue lui ont permis d'identifier le nom du temple : É-sar. Il pense également que la statue est une représentation sumérienne d'un personnage qu'il assimile au roi hébreu David, et publie un article intitulé « The Oldest Statue in the World » dans The American Journal of Semitic Languages and Literatures,. Cependant, quelques années plus tard, une traduction plus précise de l'inscription sur une des épaules de la statue permet d'identifier un souverain ayant régné sur la cité antique, « Lagul-dalu », qui n'est pas mentionné dans la liste royale sumérienne.  
À mesure que le temps passe, les températures se réchauffent, les tempêtes de sable et les attaques de certaines tribus locales se multiplient, ce qui conduit à l'arrêt des fouilles. En cinq mois, les excavations ont permis de révéler près de deux mille tablettes d'écriture cunéiforme, dont beaucoup ont été découvertes dans le palais (butte n°1) et dans deux centres administratifs (buttes n°3 et n°4). 
Une seconde campagne de fouilles a lieu au printemps suivant, à partir du 13 mars 1905, sous la direction de Victor S. Persons. Les recherches durent un peu plus de deux mois, au cours desquels les découvertes sont peu nombreuses et mal documentées.